# Елленц-Польтерсдорф
Елленц-Польтерсдорф (нім. Ellenz-Poltersdorf) — громада в Німеччині, розташована в землі Рейнланд-Пфальц. Входить до складу району Кохем-Целль. Складова частина об'єднання громад Кохем.
Площа — 7,40 км2. Населення становить 814 ос. (станом на 31 грудня 2020).